# Engolasters
Engolasters (prononcé en catalan : [əŋɡuɫəsˈtes], et localement : [aŋɡolasˈtes]) est un village d'Andorre situé dans la paroisse d'Escaldes-Engordany, environ 2 km à l'est d'Andorre-la-Vieille.
Le toponyme « Engolasters » signifie littéralement « avaleur d'étoiles » .
Le village abrite l'église Sant Miquel d'Engolasters, construite au XIIe siècle, qui se distingue par ses fresques mais également par son clocher haut de 17 m. Le lac d'Engolasters et l'émetteur d'Encamp sont situés à proximité du village.
Engolasters est accessible par la route CS-200.